# 송성문 (야구 선수)
송성문(宋成文, 1996년 8월 29일~)은 대한민국의 야구 선수로 현재 KBO 리그 키움 히어로즈의 내야수로 활동하고 있다.

## 프로 경력
2015년에 입단하였다. 2015년 시즌 7경기에 출전해 2할대 타율, 3안타, 1타점을 기록했다. 2017년 7월 29일 삼성전에서 우규민을 상대로 데뷔 첫 홈런을 쳐 냈다. 2016년에는 1군에서 한 경기도 뛰지 못했지만 2017년에는 2할대 후반의 타율을 기록했고, 2018년에는 서건창의 부상으로 기회를 잡아 78경기에서 3할 초반대 타율, 7홈런을 기록했다. 포스트시즌에서는 연타석 홈런을 쳐 냈다. 2019년에는 장영석과 3루수 경쟁을 했고, 2할대 초반 타율을 기록했다. 포스트시즌에서는 대타로 활약하며 팀의 준우승에 기여했다.
2019년 11월 23일에 군 복무를 위해 상무 야구단에 입단하였으며 2021년에 복귀하였다.

## 국가대표팀 경력
2024년에 프리미어 12 대회에 참가하는 대한민국 대표팀에 발탁되면서 선수 경력 처음으로 국가대표팀에 발탁되었다. 또한 동시에 대표팀 주장으로 선임되었다.

## 출신 학교
- 서울봉천초등학교(용산리틀)
- 홍은중학교
- 장충고등학교

## 통산 기록
| 연도 | 팀명  | 타율  | 경기 | 타수 | 득점 | 안타 | 2루타 | 3루타 | 홈런 | 루타 | 타점 | 도루 | 도실 | 볼넷 | 사구 | 삼진 | 병살 | 실책 |
| ---- | ----- | ----- | ---- | ---- | ---- | ---- | ----- | ----- | ---- | ---- | ---- | ---- | ---- | ---- | ---- | ---- | ---- | ---- |
| 2015 | 넥센  | 0.250 | 7    | 12   | 0    | 3    | 0     | 0     | 0    | 3    | 1    | 0    | 0    | 0    | 0    | 3    | 0    | 2    |
| 2017 | 넥센  | 0.273 | 38   | 77   | 11   | 21   | 0     | 1     | 1    | 26   | 8    | 0    | 1    | 10   | 1    | 16   | 0    | 2    |
| 2018 | 넥센  | 0.313 | 65   | 211  | 35   | 66   | 19    | 0     | 7    | 106  | 45   | 2    | 4    | 24   | 0    | 49   | 2    | 5    |
| 2019 | 키움  | 0.227 | 292  | 308  | 33   | 70   | 12    | 5     | 3    | 101  | 34   | 2    | 1    | 19   | 0    | 53   | 7    | 7    |
| 2021 | 키움  | 0.249 | 66   | 245  | 30   | 61   | 10    | 1     | 6    | 91   | 33   | 0    | 0    | 25   | 1    | 42   | 2    | 7    |
| 2022 | 키움  | 0.247 | 142  | 547  | 67   | 135  | 21    | 4     | 13   | 203  | 79   | 0    | 1    | 51   | 1    | 65   | 8    | 15   |
| 2023 | 키움  | 0.263 | 104  | 388  | 43   | 102  | 16    | 3     | 5    | 139  | 60   | 1    | 0    | 39   | 0    | 38   | 9    | 10   |
| 2024 | 키움  | 0.340 | 142  | 527  | 88   | 179  | 29    | 4     | 19   | 273  | 104  | 21   | 0    | 64   | 3    | 82   | 5    | 10   |
| 통산 | 8시즌 | 0.275 | 680  | 2315 | 307  | 637  | 107   | 18    | 54   | 942  | 364  | 21   | 7    | 226  | 6    | 348  | 33   | 58   |